# Mika Alas
Mika Alas (en serbe cyrillique : Мика Алас) est un quartier de Belgrade, la capitale de la Serbie. Il est situé dans la municipalité de Palilula.

## Présentation
Le quartier de Mika Alas est situé dans la partie de la municipalité de Palilula qui se trouve dans le Banat. Il s'étend sur rive gauche du Danube, là où le canal du Jojkićev Dunavac se jette dans le fleuve, de l'autre côté de l'île fluviale (ada) de Kožara.
Mika Alas ne dispose pas d'un peuplement permanent. C'est un lieu de villégiature pour les Belgradois, notamment les fins de semaine. Il ne forme aucune continuité urbaine avec un autre quartier de Belgrade. De fait, le quartier le plus proche est celui de Krnjača, qui se trouve à 1 km à l'est.
Le quartier doit son nom à Mihailo Petrović Alas (1868-1943), un important mathématicien serbe, amateur de pêche (alas).